# Bourguébus
Bourguébus je naselje in občina v severozahodnem francoskem departmaju Calvados regije Spodnje Normandije. Leta 2009 je naselje imelo 1.399 prebivalcev.

## Geografija
Kraj se nahaja v pokrajini Normandiji 10 km južno od samega središča Caena.

## Uprava
Bourguébus je sedež istoimenskega kantona, v katerega so poleg njegove vključene še občine Airan, Bellengreville, Billy, Cesny-aux-Vignes, Chicheboville, Clinchamps-sur-Orne, Conteville, Fontenay-le-Marmion, Frénouville, Garcelles-Secqueville, Grentheville, Hubert-Folie, Laize-la-Ville, May-sur-Orne, Moult, Ouézy, Poussy-la-Campagne, Rocquancourt, Saint-Aignan-de-Cramesnil, Saint-André-sur-Orne, Saint-Martin-de-Fontenay, Soliers in Tilly-la-Campagne z 23.721 prebivalci.
Kanton Bourguébus je sestavni del okrožja Caen.
1. ↑  »Populations légales 2016«. Nacionalni inštitut za statistične in gospodarske raziskave. Pridobljeno 25. aprila 2019.